# Thermosäule

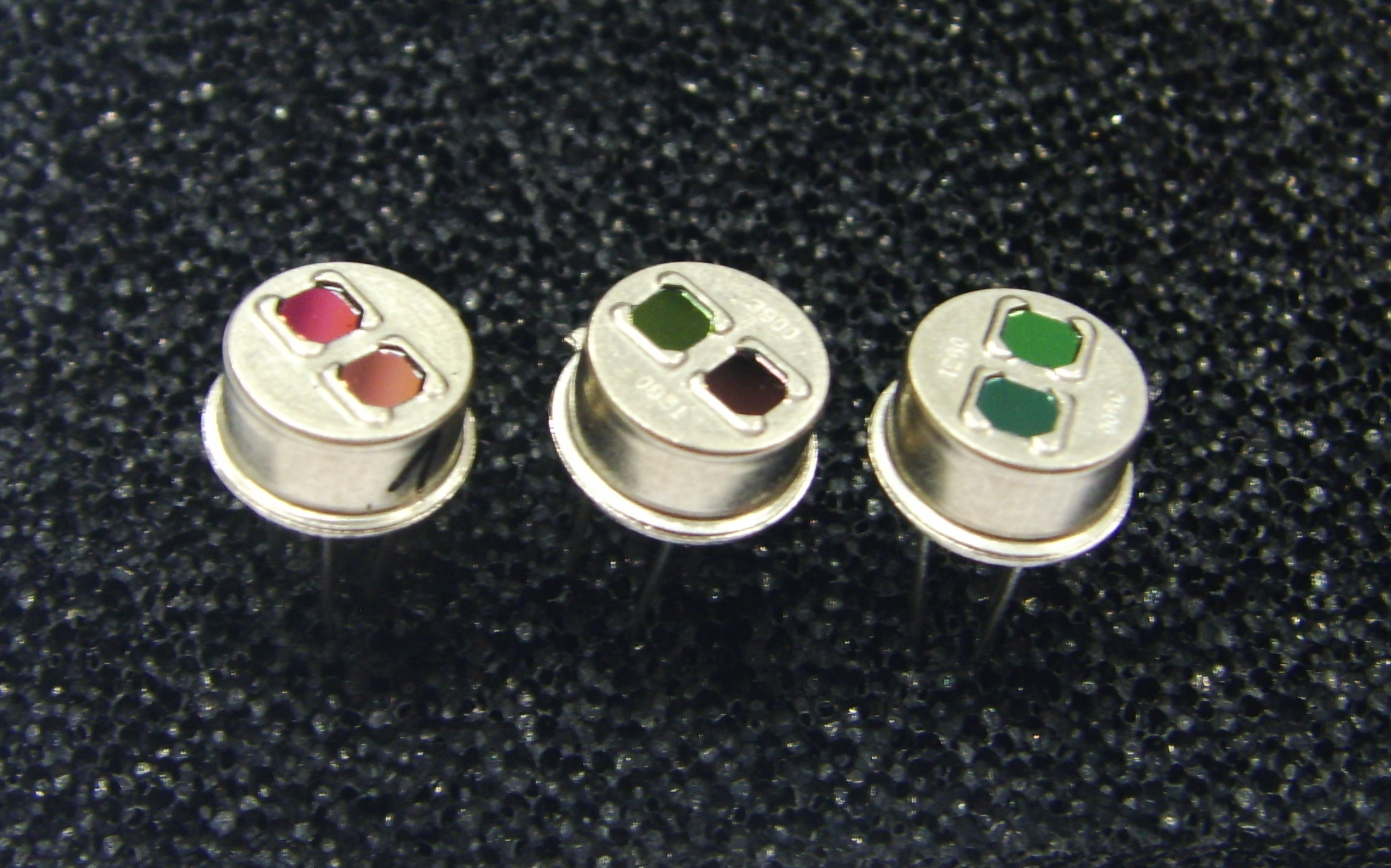
Thermosäulen mit aufgesetzten Infrarotfiltern zur Gassensorik (NDIR)

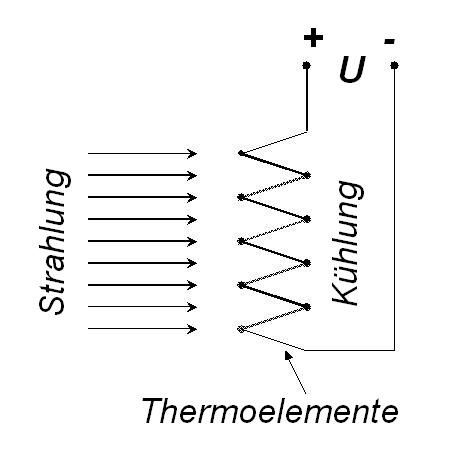
Prinzipdarstellung einer Thermosäule zur Strahlungsmessung

Eine Thermosäule oder Thermokette, auch Thermopile, ist ein elektrisches Bauelement, das thermische Energie in elektrische Energie wandelt. Es besteht aus mehreren Thermoelementen, die thermisch parallel und elektrisch in Reihe geschaltet sind, wodurch die sehr geringen Thermospannungen addiert werden.

## Geschichte
Die erste Thermosäule wurde kurz nach der Beschreibung des Thermoelements durch Thomas Johann Seebeck von Hans Christian Ørsted und Joseph Fourier im Jahre 1823 aus Antimon und Bismut konstruiert.
1826 entwickelten Macedonio Melloni und Leopoldo Nobili ihr elektrisches Thermoscop, eine verbesserte Thermosäule, im Zuge der Erforschung der Wärmestrahlung.
Um 1864 wurden nach dem Prinzip von Melloni konstruierte thermoelektrische Säulen auf Schiffen zur frühzeitigen Ortung von Eisbergen eingesetzt.
Im Ersten Weltkrieg verwendete die britische Armee spätestens seit Frühsommer 1918 thermoelektrische Säulen, die im Brennpunkt eines Parabolspiegels angeordnet waren, um nachts einzelne gegnerische Soldaten orten zu können.

## Anwendung
Thermosäulen werden unter anderem in folgenden Geräten zur Wärmestrom- bzw. breitbandigen Strahlungsmessung angewendet:
- Aktinometer
- Bolometer
- Pyrometer
- Pyrgeometer
- Pyrheliometer
- Pyranometer
- Nichtdispersiver Infrarotsensor (NDIR)

Die Wirkungsumkehr ist das Peltier-Element, das als Wärmepumpe dient.